# Boemund II z Saarbrücken

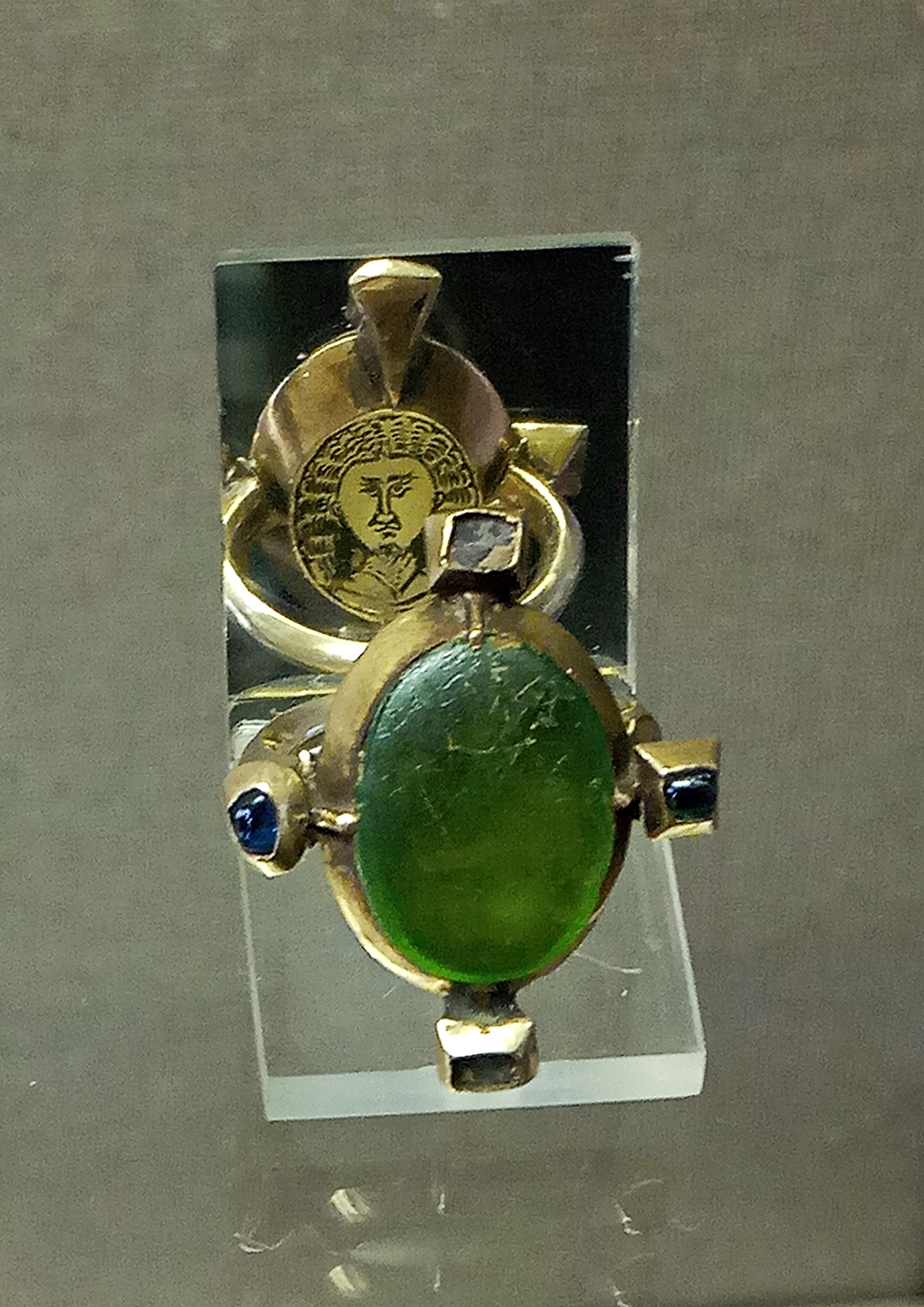
Pierścień Boemunda

Boemund II z Saarbrücken (ur. ok. 1290, zm. 10 lutego 1367 w Saarburgu) – arcybiskup Trewiru i książę-elektor Rzeszy od 1354 do 1362.

## Życiorys
Pochodził z rodziny panów Saarbrücken. Studiował w Paryżu, był kanonikiem m.in. w Trewirze, Verdun, Koblencji, Metzu. W 1335 został prepozytem kapituły przy kolegiacie św. Paulina w Trewirze. Był bliskim współpracownikiem arcybiskupa Trewiru Baldwina z Luksemburga, w imieniu którego czterokrotnie posłował na dwór papieski w Awinionie. Gdy Baldwin zmarł, Boemund został 6 lutego 1354 jednogłośnie wybrany na nowego arcybiskupa. Dzień po zatwierdzeniu papieskim, 3 maja tego roku otrzymał sakrę biskupią w Awinionie. 
Nie odgrywał w polityce Rzeszy większej roli. W 1356 wziął udział w sejmie Rzeszy w Norymberdze, podczas którego została ogłoszona Złota Bulla regulująca zasady wyboru królów Niemiec. Starał się utrzymać pokój w regionie – m.in. w 1354 i 1357 sprzymierzał się w tym celu z arcybiskupami Kolonii i Moguncji. Nie uniknął jednak konfliktów z sąsiednimi feudałami, z których wychodził zwycięsko. Powiększał granice księstwa poprzez zakupy. Dbał także o finanse księstwa. 
Z uwagi na zaawansowany wiek w 1360 powołał koadiutora – Kunona z Falkentsteinu – a w marcu lub maju 1362 ustąpił z zajmowanego urzędu na jego rzecz. Resztę życia spędził na zamku w Saarburgu. Został pochowany w katedrze w Trewirze.